# برنت ويلهلم ويسترمان
برنت ويلهلم ويسترمان (بالدنماركية: B.W. Westermann)‏ هو عالم بقشريات الأجنحة وتاجر دنماركي، ولد في 11 نوفمبر 1781، وتوفي في 10 مارس 1868.